# Trónok harca (8. évad)
A Trónok harca című amerikai fantasy-drámasorozat nyolcadik, egyben befejező évadja az Amerikai Egyesült Államokban 2019. április 14-én debütált a HBO televíziós csatornán, a befejező epizód május 19-én kerül adásba. A legtöbb évaddal ellentétben a nyolcadik évad csak hat, egyenként egyórás részből áll. Az utolsó négy epizód mozifilm hosszúságú, vagyis másfél órás. A magyar HBO a feliratos verziót az amerikai sugárzással egyidőben, a szinkronizált változatot viszont a megszokottnál később, május 12-én kezdte el vetíteni.
A hatodik és hetedik évadhoz hasonlóan nagyrészt ez az évad is olyan eseményeket mutat be, melyek nem találhatóak meg George R. R. Martin amerikai írónak a sorozat alapjául szolgáló regényfolyamában, A tűz és jég dalában (azonban Martin megosztott a sorozat készítőivel bizonyos elemeket). A többi évadhoz hasonlóan a befejező évadot is David Benioff és D. B. Weiss producerek adaptálják képernyőre.
A korábbi epizódok főszereplői – többek között Peter Dinklage, Nikolaj Coster-Waldau, Lena Headey, Emilia Clarke és Kit Harington – a nyolcadik évadban is visszatérnek.

## Epizódok listája
| Sor. | Év. | Cím                                                      | Rendező                    | Író                         | Premier                           | Nézettség    |
| --- | --- | -------------------------------------------------------- | -------------------------- | --------------------------- | --------------------------------- | ------------ |
| 68. | 1.  | Deres (Winterfell)                                       | David Nutter               | Dave Hill                   | 2019. április 14. 2019. május 12. | 11,76 millió |
| Havas Jon és Daenerys Targaryen seregeikkel Deresbe érkeznek, ahol értesülnek arról, hogy a Mások áttörték a Falat. Az északi nagyurak és szövetségeseik szintén Deresbe vonulnak, bár gyanakodva fogadják Daeneryst és a Lannister-seregek közelgő megjelenésének hírét. Királyvárban Cersei Lannister figyelmen kívül hagyja a Fal áttöréséről szóló híreket. Euron Greyjoy visszatér az Arany Kompániával és a királynőt támogató tetteire hivatkozva meggyőzi Cerseit, hogy szeretkezzenek. Cersei felbéreli Bronnt arra, hogy északra utazzon és végezzen Tyrionnal, illetve Jaimevel. Theon Greyjoy a Keskeny-tengeren kiszabadítja húgát, Yarát, aki a Vas-szigetek felé veszi az irányt, visszafoglalni a trónt Eurontól, míg Theon Deresbe akar menni. Deresben Jon találkozik Brannel és Aryával, Sansa azonban gyanakvóan viszonyul Daeneryshez. Samwell Tarly dühödten megtudja, hogy Daenerys kivégeztette apját és bátyját. Elárulja Jonnak az igazságot: a férfi valójában Rhaegar Targaryen és Lyanna fia és a Vastrón törvényes örököse. Királyvárban Qyburn tudatja az elégedett Cersei-jel a Fal leomlásának hírét. Tormund és Beric rátalál egy feldúlt kastélyra, és összefut Edd-del, illetve az Éjjeli Őrség más tagjaival. Az Utolsó Menedék nevű kastély, vagyis az Umber-ház ősi otthonának lakóit az Éjkirály már kiirtotta (köztük Lord Ned Umbert is megölte, akinek élőhalottként feltámadó testét kénytelenek elégetni) és a holttesteket alakzatba rendezve bizarr üzenetet hagyott hátra az élők számára. Jaime szintén Deresbe érkezik és találkozik Brannel.                                                                                         |     |                                                          |                            |                             |                                   |              |
| 69. | 2.  | A Hét Királyság lovagja (A Knight of the Seven Kingdoms) | David Nutter               | Bryan Cogman                | 2019. április 21. 2019. május 19. | 10,29 millió |
| Daenerys és Sansa kételkedése ellenére Jaime csatlakozhat a Targaryen-Stark seregekhez, miután Brienne is kiáll mellette a tárgyalásán. Jaime az Istenerdőben elmondja Brannek, hogy megbánta, amit vele tett. Tyrion kezd kegyvesztetté válni Daenerys szemében (Cersei hátsó szándékainak fel nem ismerése miatt), de Jorah arra kéri a királynőt, bocsásson meg Tyrionnak. Daenerys megpróbálja elnyerni Sansa bizalmát, ám képtelen válaszolni Sansa kérdésére, miszerint mi lesz Észak sorsa a háború után. Theon, Edd, Tormund és Beric visszatér Deresbe, beszámolva az Umber-ház végzetéről. Az egybegyűltek elfogadják Bran tervét, aki önmagát (mint a Háromszemű hollót) csaliként használva akarja felbukkanásra késztetni az Éjkirályt. Jon, Samwell és Edd visszaemlékszik az Éjjeli Őrségben töltött idejükre. Gendry elveszi Arya szüzességét a lány kérésére. Tyrion, Jaime, Davos, Brienne, Podrick és Tormund együtt iszogat a csata előtti estén, Jamie lovaggá üti Brienne-t. Jorah képtelen rávenni Lyannát, hogy harc helyett keressen menedéket. Samwell Jorahnak ajándékozza az Átokszív nevű kardot. Mialatt a holtak serege Deres alá ér, Daenerys Lyanna Stark kriptájánál talál rá Jonra. A férfi felfedi a szavait kétkedve fogadó Daenerys előtt valódi származását. Beszélgetésüket kürtszó szakítja meg, amely a holtak seregének közelségét jelzi. Tyrion a várfalról figyeli, amint a hadsereg a harctérre vonul. |     |                                                          |                            |                             |                                   |              |
| 70. | 3.  | A hosszú éjszaka (The Long Night)                        | Miguel Sapochnik           | David Benioff & D.B. Weiss  | 2019. április 28. 2019. május 26. | 12,02 millió |
| Deres falainál kezdetét veszi a Nagy Háború az élők és a holtak között. Bran Theonnal és a vasflotta katonáival az Istenerdőben várakozik. Jon és Daenerys sárkányra ülnek, hogy azzal vadásszanak az Éjkirályra. A csata kezdetén a Vörös Asszony is megérkezik, aki lángra gyújtja a dothraki sereg fegyvereit a holtak ellen. A holtak serege a túlerejével hamar felőröli az élők sorait a csatatéren, Edd az élete árán megmenti Samet. Az élők visszavonulnak Deres falai mögé, miközben Melisandre mágiával lángra lobbantja a Derest védő barikádokat, egy rövid időre feltartva ezzel az élőhalottakat. A holtak áttörik a barikádokat és megostromolják Derest, a harcban Lyanna Mormont hősi halált hal egy élőhalott óriással szemben. Arya az élőhalottak elől menekül, életét Sandor Clegane és Beric Dondarrion menti meg, utóbbi saját életét áldozva fel. Daenerys sikeresen letaszítja az Éjkirályt Viserionról, és tűzzel próbálja megsemmisíteni, azonban az nem hat rá, ráadásul a csatában addig legyőzött holtakat is újraéleszti. Deres kriptáiban is felélednek a holtak és mészárlásba kezdenek az ott menedéket keresők között. Daeneryst letaszítják sárkányáról és Jorah siet a megmentésére, halálos sebeket kapva. Az Éjkirály Brant követve megérkezik az Istenerdőbe, ahol végez a mostohatestvérét védelmező Theonnal, majd Bran felé indul. Arya váratlanul hátulról megtámadja az Éjkirályt és egy valyriai tőrrel megöli, ezzel az összes élőhalottat is ártalmatlanná téve. Napfelkeltekor, küldetését beteljesítve Melisandre a fiatalság látszatát keltő nyakperecét levéve agg korú asszonyként kisétál Deresből és holtan esik össze a hóban. |     |                                                          |                            |                             |                                   |              |
| 71. | 4.  | Az utolsó Starkok (The Last of the Starks)               | David Nutter               | David Benioff & D.B. Weiss  | 2019. május 5. 2019. június 2.    | 11,80 millió |
| Az északiak a győztes csata után meggyászolják és elégetik halottaikat. A győzelmi lakoma közben Daenerys törvényes Baratheonná és Viharvég urává nevezi ki Gendryt. Jaime és Brienne együtt tölti az éjszakát. Daenerys arra kéri Jont, ne fedje fel mások előtt Targaryen származását. Tormund úgy dönt, visszavezeti a vadakat a Faltól északra, valódi otthonukba. A Deresbe érkező Bronn, nem bízva Cersei győzelmében, megkíméli Jaime és Tyrion életét, cserébe Égikert uralkodói címét követelve. Egy haditanács során Daenerys Királyvár mielőbbi megtámadását szorgalmazza, tanácsadói azonban ellenzik ezt. Jon elárulja Sansának és Aryának, hogy ki is ő valójában, majd titoktartásra kéri húgait. Sansa, aki Jont látná szívesen a Vastrónon, továbbadja az információt Tyrionnak, aki pedig Varyst értesíti. Daenerys és flottája Királyvár ellen indulnak, míg Jon az északi seregeket vezeti dél felé. Sárkánykőnél Euron rátámad Daenerys flottájára és Rheagalt is megöli egy skorpióval (vagyis egy óriási számszeríjjal), majd Missandei fogságba esik. Daenerys minden áron Királyvár bevételét tervezi, akár ártatlanok ezreinek halála árán is. Varys és Tyrion megvitatja Daenerys uralkodói alkalmasságát. Varys szerint a Sárkánykirálynő talán mégsem lenne jó uralkodó és Jont kellene helyette támogatniuk. Rhaegal halálának hírére Jaime elhagyja Derest, Brienne esedezése ellenére. Daenerys követeli, hogy Cersei adja meg magát, de az megtagadja ezt és válaszul a Heggyel nyilvánosan kivégezteti Missandeit. |     |                                                          |                            |                             |                                   |              |
| 72. | 5.  | Harangok (The Bells)                                     | Miguel Sapochnik           | David Benioff & D. B. Weiss | 2019. május 12. 2019. június 9.   | 12,48 millió |
| Varys megkísérli rávenni Jont az uralkodásra, de ő visszautasítja ezt és nem árulja el Daeneryst. Tyrion felfedi Daenerys előtt Varys ármánykodását, aki Drogonnal kivégzi az áruló férfit. A Sárkánykirálynő Királyvár felégetésére készül, Tyrionnak azonban van egy békésebb terve. Titokban megszervezi a fogságba esett Jaime kiszabadítását és nővérével együtt Pentosba csempészését, de Jaime-nek kell erre rávennie Cerseit és harangkongatással jelezni megadásukat. Másnap a csata előtt Jaime, Arya és Sandor is behatol Királyvárba. Drogon segítségével Daenerys elpusztítja a skorpiókat, a Vasflottát és az Arany Kompániát. A megmaradt Lannister-seregek megadják magukat és a megadást jelző harangok is megszólalnak, ám a dühödt Daenerys felégeti a várost, katonákat és civileket sem kímélve, ezután katonái kezdenek mészárlásba a lakosság körében. Jaime megöli Euront és súlyos sebekkel a Vörös Toronyba érkezik. Sandor meggyőzi Aryát, mondjon le bosszútervéről és egyedül halad tovább. Testvérét, Sandort meglátva a Hegy végez az őt visszatartani próbáló Qyburnnel, majd a fivérek egy párharcot követően a lángok közé vetik magukat. Cersei és Jaime találkozik, ám szökésük nem sikerül és az összeomló épület maga alá temeti őket. Havas Jon visszavonulót fúj a megsemmisülő Királyvárból. Arya szemtanújává válik a város bukásának és nagy nehezen lóháton sikerül élve elhagynia azt. |     |                                                          |                            |                             |                                   |              |
| 73. | 6.  | A Vastrón (The Iron Throne)                              | David Benioff & D.B. Weiss | David Benioff & D. B. Weiss | 2019. május 19. 2019. június 16.  | 13,61 millió |
| Jon és Davos felméri a Daenerys által okozott károkat Királyvárban, mialatt Tyrion rátalál testvérei holttesteire a Vörös Torony romjai között. Daenerys beszédet intéz a Makulátlanok és a Dothraki seregek előtt, célul tűzve ki nem csupán Westeros, de az egész világ felszabadítását. Tyrion tiltakozásul nyilvánosan lemond Daenerys segítőjének címéről és börtönbe vetik. Arya és Tyrion is figyelmezteti Jont, hogy Daenerys őt és húgát, Sansát is meg fogja öletni, valamint Westeros sorsa Jon kezében van. Jon a Vastrón előtt konfrontálódik Daenerysszel és látva, hogy a nő zsarnokká változott, leszúrja szerelmét. Drogon megolvasztja a Vastrónt és Daenerys holttestével elrepül. Westeros urai gyűlést tartanak, megvitatva a következő uralkodó személyét – Tyrion javaslatára mostantól ők választanak királyt, az öröklődés helyett. Tyrion Brant jelöli a tisztségre, melyet az egybegyűltek egyhangúlag elfogadnak. Bran kinevezi a segítőjének a vonakodó Tyriont, engedélyezi Észak függetlenedését és kompromisszumos megoldásként Jont a Falra száműzi (mivel a férfi megölése és szabadon engedése is háborút szítana). Szürke Féreg visszavezeti a Makulátlanokat és a Dothrakiakat Naathba, Tyrion újraszervezi a Kistanácsot Királyvár újjáépítése céljából, Bran a képességeit kihasználva Drogon keresésére indul. Arya úgy dönt, felfedezi a Westerostól nyugatra fekvő, még ismeretlen területeket. Sansát Észak Királynőjévé koronázzák, míg Jon A Falnál találkozik Szellemmel és a Vadakkal együtt a Faltól északra indul. |     |                                                          |                            |                             |                                   |              |

## Szereplők

### Főszereplők
- Peter Dinklage – Tyrion Lannister
- Nikolaj Coster-Waldau – Jaime Lannister
- Lena Headey – Cersei Lannister
- Emilia Clarke – Daenerys Targaryen
- Kit Harington – Havas Jon
- Liam Cunningham – Tengerjáró Davos
- Sophie Turner – Sansa Stark
- Maisie Williams – Arya Stark
- Alfie Allen – Theon Greyjoy
- Nathalie Emmanuel – Missandei
- Gwendoline Christie – Tarth-i Brienne
- John Bradley – Samwell Tarly
- Isaac Hempstead-Wright – Bran Stark
- Rory McCann – Sandor „A Véreb” Clegane
- Conleth Hill – Varys
- Carice van Houten – Melisandre
- Kristofer Hivju – Óriásölő Tormund
- Hannah Murray – Gilly
- Jerome Flynn – Bronn
- Joe Dempsie – Gendry
- Iain Glen – Jorah Mormont

### Mellékszereplők
- Pilou Asbæk – Euron Greyjoy
- Richard Dormer – Beric Dondarrion
- Ben Crompton – Eddison Tollett
- Hafþór Júlíus Björnsson – Gregor "A Hegy" Clegane
- Jacob Anderson – Szürke Féreg
- Daniel Portman – Podrick Payne
- Tobias Menzies – Edmure Tully
- Bella Ramsey – Lyanna Mormont
- Staz Nair – Qhono
- Lino Facioli – Robin Arryn
- Rupert Vansittart – Yohn Royce
- Gemma Whelan – Yara Greyjoy
- Vladimir Furdik – Éjkirály
- Marc Rissmann – Harry Strickland

## Fordítás
- Ez a szócikk részben vagy egészben  a   Game of Thrones (season 8) című angol Wikipédia-szócikk fordításán alapul.  Az eredeti cikk szerkesztőit annak laptörténete sorolja fel. Ez a jelzés csupán a megfogalmazás eredetét és a szerzői jogokat jelzi, nem szolgál a cikkben szereplő információk forrásmegjelöléseként.